# Busi Kheswa
 (juillet 2025).
Motif : Absence de sources secondaires centrées
- Archive Wikiwix
- Bing
- Cairn
- DuckDuckGo
- E. Universalis
- Gallica
- Google
- G. Books
- G. News
- G. Scholar
- Persée
- Qwant
- (zh) Baidu
- (ru) Yandex
- (wd) trouver des œuvres sur Wikidata

| 1. | Préciser le motif de la pose du bandeau. | Précisez le motif de la pose du bandeau en utilisant la syntaxe suivante : {{admissibilité à vérifier\|date=juillet 2025\|motif=remplacez ce texte par le motif}}                |
| 2. | Informer les utilisateurs concernés.     | Pensez à avertir le créateur de l'article, par exemple, en insérant le code ci-dessous sur sa page de discussion : {{subst:avertissement admissibilité à vérifier\|Busi Kheswa}} |

Busi Kheswa est une historienne oral ainsi qu'une militante lesbienne, gay, bisexuel et transgenre (LGBT) d'Afrique du Sud. Elle est connue pour avoir dirigé le Forum pour l'autonomisation des femmes (FEW) qui œuvre pour la promotion et la protection des droits des femmes LBT en Afrique du Sud.

## Biographie
Kheswa est membre de plusieurs organisations impliquées dans les droits LGBT en Afrique du Sud, notamment les Gay and Lesbian Archives (GALA) et le Lesbian and Gay Equality Project (LGEP) ainsi que le FEW.
Kheswa est chargée d'acquérir des histoires pour les collections visuelles constituées par GALA et de contribuer à des projets d'éducation publique. 
Kheswa est une ancienne de l'église communautaire métropolitaine Hope and Unity, qui est la première congrégation ouvertement gay d'Afrique.

## Note et Références